# 호세 마리아 아모로르투
호세 마리아 아모로르투 프리에토(스페인어: José María Amorrortu Prieto, 1953년 7월 22일, 바스크 주 빌바오 ~)는 스페인의 전직 축구 공격수이자 감독이다.

## 선수 경력
아모로르투는 비스카이아 도 빌바오 출신으로, 1973년 여름에 인근 게초에서 아틀레틱 빌바오로 이적했다. 그는 이어서 빌바오 소속으로 5년 동안 라 리가에서 활약했는데, 그의 첫 경기는 1973년 9월 2일, 1-2로 패한 셀타 비고와의 원정 경기였다.1976-77 시즌, 그는 준우승을 거둔 UEFA컵에서, 2-1로 이긴 유벤투스와의 2차전 안방 경기에 출전했다.
1977-78 시즌에 단 13경기 출전에 그친 아모로르투는 1부 리그의 사라고사로 이적했다. 그는 이적 1년차에 프로 무대 신고식을 치른 이래 개인 역대 최다 득점인 10골을 기록했지만, 소속 구단은 리그 14위에 그쳤다. 그는 1983년에 30세로 은퇴하기 전까지 1부 리그에서 활약을 이어나갔다.

## 감독 경력
아모로르투는 은퇴 직후 감독일을 시작했는데, 그는 감독일 시작 이래 10년 동안 세군다 디비시온 B와 그 하부 리그에서 주로 활약했고, 간혹 아틀레틱 빌바오의 유소년부를 맡기도 했는데, 그는 이 시기에 페르난도 요렌테를 아틀레틱에 영입한 적이 있다. 그가 맡은 첫 프로 구단은 세군다 디비시온의 빌바오 아틀레틱으로 그는 1994-95 시즌에 지휘봉을 잡았다. 또한, 그는 1995년에서 1996년 사이에 1군 선수단의 대행 감독을 맡기도 했다.
아틀레틱을 떠난 후, 아모로르투는 바스크의 또다른 구단인 2부 리그의 에이바르를 지휘했고, 2004년 6월 3일부터는 레알 소시에다드와 2년 계약을 맺었으나, 2006년 1월 말에 해임되었다. 2006년부터 2011년까지, 그는 아틀레티코 마드리드의 유소년부 단장을 역임했고, 이후 아틀레틱의 단장으로 빌바오에 복귀했고, 2018년에 아이토르 엘리세기가 회장으로 당선되고 구단 인사를 교체하면서 떠났다.
아모로르투는 비공식 바스크 대표팀 감독을 맡기도 했는데, 그는 현역 시절에 바스크 대표팀 일원으로 득점을 올린 적이 있다.

## 수상

### 선수
아틀레틱 빌바오
- 코파 델 레이 준우승: 1976–77[12]
- UEFA컵 준우승: 1976–77[13]

### 감독
바라칼도
- 테르세라 디비시온: 1987–88